# Swissquote
 (mars 2025).
L'article doit être relu — et modifié si nécessaire — par des contributeurs indépendants pour apporter un regard critique aux contributions effectuées en violation des conditions d'utilisation de Wikipédia, tant sur la forme (notamment concernant le style encyclopédique, la proportionnalité) que sur le fond (la neutralité de point de vue, la qualité et l'indépendance des sources).
Swissquote Group Holding SA est un groupe bancaire suisse se spécialisant dans la prestation de services financiers comprenant le trading, des solutions d'investissement ainsi que des services bancaires. Swissquote propose également des services dédiés aux gérants de fortune indépendants ainsi qu'aux institutions financières.
Le siège du groupe se trouve à Gland, en Suisse. La société possède également des bureaux à Zurich, Londres, Dubaï, Hong Kong, Malte, Chypre, Bucarest, Singapour, Luxembourg et Le Cap avec plus de 1 134 employés en 2023.
Depuis le 29 mai 2000, les actions du Groupe sont cotées à la SIX Swiss Exchange sous le symbole "SQN". 

## Histoire
En 1990, Marc Bürki et Paolo Buzzi fondent Marvel Communication SA entreprise spécialisée dans les logiciels et les applications web dédiés à la finance.
En 2009, Swissquote crée une chaire de finance quantitative au sein de l’École polytechnique fédérale de Lausanne (EPFL).
En janvier 2015, à la suite de la décision de la Banque Nationale Suisse de supprimer le taux plancher de 1,20 CHF pour 1 EUR, Swissquote a constitué une réserve de 25 millions de francs suisses sans toutefois compromettre la rentabilité ou la solidité de la banque.
En 2017, Swissquote franchit une nouvelle étape en devenant la première banque en Europe à proposer à ses clients le trading de cinq crypto-monnaies (Bitcoin, Bitcoin Cash, Ether, Litecoin et Ripple) dans un cadre restreint et privateur mais accessible. 
Afin de garantir un accès illimité aux marchés européens, l’entreprise fait l’acquisition en août 2018 de la banque luxembourgeoise Internaxx Bank SA, et de son portefeuille regroupant près de 12'000 clients et 2 milliards EUR d’actifs sous dépôt. 
Depuis octobre 2018, Swissquote propose à ses clients d’acquérir des jetons avec des francs suisses par le biais de leur compte en participant à des ICO et de les conserver. 
En janvier 2022, LUKB (Luzerner Kantonalbank) devient le partenaire de distribution exclusif de Swissquote pour les hypothèques. 
En octobre de la même année, Swissquote lance SQX, une plateforme d’échange de cryptomonnaies.  
En mars 2023, Swissquote sponsorise le projet Santé Solaire de Solafrica dans le cadre de sa participation à des projets de développement durable.
En novembre, Swissquote s'associe à Finstoy (gestionnaire de fortune indépendant en Suisse) dans le cadre de son investissement thématique dédié à l'immobilier.

## Sponsoring
Swissquote a été le partenaire officiel de Manchester United de janvier 2015 à mai 2021.
L’entreprise est le sponsor officiel des clubs de hockey sur glace suisses Genève-Servette Hockey Club (GSHC) depuis 2020 et ZSC Lions depuis 2021.  En 2021, Swissquote devient le partenaire de l'UEFA Europa League et de l'UEFA Europa Conference League.
En décembre 2024, Swissquote et sa coentreprise Yuh ont été annoncés comme partenaires nationaux officiels de l'EURO féminin de l'UEFA 2025, qui se déroulera en Suisse.